# Jing Chi
Jing Chi ist eine Band aus dem US-amerikanischen Los Angeles, die 2001 gegründet wurde. Sie besteht aus Robben Ford (Gitarre), Jimmy Haslip (Bass) und Vinnie Colaiuta (Schlagzeug, Perkussion, Programmierung).

## Stil
Der Musikstil der Band ist bei Bluesrock, aber auch im Jazz Rock und Progressive Rock anzusiedeln, aber auch Fusioneinflüsse sind hörbar. 
Die Band ist ein klassisches Power-Trio und die Instrumentalisten solieren innerhalb der virtuosen Kompositionen ausgedehnt.
Die Songs sind meist instrumental gehalten, doch auf einzelnen Tracks singen Robben Ford (Going Nowhere, Jing Chi) oder Jimmy Haslip (In My Dream, Jing Chi).

## Diskografie
- 2002: Jing Chi
- 2003: Live at Yoshi’s
- 2004: 3D
- 2017: Supremo